# Atenas Central
Atenas Central (em grego: Κεντρικού Τομέα Αθηνών) é uma unidade regional da Grécia, localizada na região da Ática. É formada pela porção central da região metropolitana da capital grega, incluindo a mesma.

## Administração
Foi criada a partir da reforma administrativa instituída pelo Plano Calícrates de 2011, através de uma divisão da antiga prefeitura de Atenas. É subdividida em 8 municípios; são eles (numerados conforme o mapa):
- Atenas (1)
- Dafni-Ymittós (13)
- Filadelfia-Calkidona (32)
- Galatsi (11)
- Heliópolis (16)
- Kaisariani (19)
- Vironas (10)
- Zografos (15)